# Marin Jurina
Marin Jurina (Livno, 26 novembre 1993) è un calciatore bosniaco, attaccante dell'MTK Budapest.